# Lehrer der Bürowirtschaft
Bürowirtschaft ist abgesehen von den EDV-Fächern ein relativ junges Fach an wirtschaftlichen Schulen. Es wurde in den 60er-Jahren in den Fächerkanon der Berufsfachschulen aufgenommen. Die Darstellung technischer Hilfsmittel sowie Rationalisierungsmöglichkeiten für Arbeitsabläufe im Büro sind die wesentlichen Ziele dieses Faches.
Während manche Bundesländer mit dem bürowirtschaftlichen Unterricht die Technischen Lehrer beauftragen, unterrichten in wiederum anderen Ländern die Handelslehrer diesen Bereich.

## Fächerbezeichnung
Die Fachbezeichnungen sind nicht einheitlich, wobei „Bürowirtschaft“ die geläufigste Bezeichnung ist. Je nach Land oder Schulform nennt sich das Fach auch „Büropraxis“, „Büroorganisation“, „Bürotechnik“ oder auch – allerdings mit anderen Schwerpunkten – „Sekretariatspraxis“.
In manchen Schulformen stellt Bürowirtschaft kein eigenständiges Fach dar, sondern ist in komplexere Fächer integriert. An Handelsschulen in Nordrhein-Westfalen fließt es seit einigen Jahren in das Fach „Informationswirtschaft“ ein. In Hamburg finden sich viele Themenbereiche der Bürowirtschaft im Fach „Wirtschaftspraxis“ wieder. In Bayern werden die Lehrinhalte zum Teil im Fach „Informationstechnologie“ durch Lehrer der Textverarbeitung unterrichtet.

## Unterrichtsinhalte/Aufgabenbereiche des Lehrers
Wichtige Unterrichtsinhalte des Bürowirtschaftsunterrichts sind Bürokommunikation mit Telekommunikation, Vervielfältigungsverfahren, Text- und Datenverarbeitung, Postbearbeitung, Schriftgutverwaltung, Vor- und Nachbereitungsarbeiten bei Veranstaltungen und Protokollierung.
Der berufsbezogene Unterricht befähigt die Schüler zur aktiven Auseinandersetzung mit Tätigkeitsanforderungen ihrer Berufe. Besonders hier kann das Konzept des handlungsorientierten Unterrichts hervorragend umgesetzt werden. Der Unterricht stellt das Handeln der Lerngruppe in den Mittelpunkt. Nicht nur die Ausführung einer Tätigkeit, sondern auch die sorgfältige Planung und kritische Bewertung finden hier Berücksichtigung.
Der Lehrer muss es zudem verstehen, die Klasse/Lerngruppe zu motivieren. Methodenwechsel sowie wechselnde Sozialformen (Gruppen-, Partner- oder Einzelarbeit) müssen systematisch eingesetzt werden.

## Wege zur Lehramtsprüfung
Ähnlich wie beim Textverarbeitungslehrer gibt es keinen geregelten Ausbildungsgang für diesen Fachlehrer. Meist müssen sich Interessenten autodidaktisch auf die Prüfung vorbereiten.

## Zugangsvoraussetzungen
Eine abgeschlossene Ausbildung im Berufsfeld Wirtschaft und Verwaltung, der mittlere Bildungsabschluss und einige Jahre Berufserfahrung sind meist Mindestvoraussetzungen für die Zulassung zur staatlichen Prüfung.
Außerdem kann an der Prüfung teilnehmen, wer bereits eine Lehrbefähigung besitzt (Lehrer jeder Schulform).

## Prüfende Stelle
In den größeren Bundesländern beauftragen die Kultusministerien im Allgemeinen den zuständigen Regierungspräsidenten mit der Durchführung der Prüfung. Die Prüfung wird vor einem staatlichen Ausschuss abgelegt!
Die Ablegung der Bürowirtschaftslehrerprüfung ist u. a. in den Ländern Hessen und Rheinland-Pfalz möglich. Einige Bundesländer (z. B. Nordrhein-Westfalen) haben keine Prüfungsordnung, da hier der Diplom-Handelslehrer den bürotechnischen Unterricht erteilt.

## Berufsbezeichnung/Berechtigungen
Wer die Prüfung bestanden hat erhält ein Prüfungszeugnis und ist berechtigt sich als „staatlich geprüfte(r) Lehrer(in) der Bürowirtschaft“ zu bezeichnen.
In Rheinland-Pfalz dürfen nur die Lehrer diese Bezeichnung tragen, die außerdem die Prüfung für Lehrer der Textverarbeitung abgelegt haben.

## Inhalte der Prüfung
Interessenten sollten sich auf jeden Fall die Prüfungsordnung ihres Bundeslandes besorgen, da die Bundesländer oft unterschiedliche Anforderungen stellen.
Einheitlich (also in allen Prüfungsordnungen) wird bestimmt, dass die angehenden Lehrer sowohl ihre fachliche als auch pädagogische Eignung nachzuweisen haben.
Meist sind Aufgaben aus den Bereichen „Allgemeine Bürowirtschaft“, „Grundlagen der Datenverarbeitung“ und „Textformulierung“ zu bearbeiten.
Die pädagogische Eignung ist in der Lehramtsprüfung dreifach nachzuweisen: in der schriftlichen, mündlichen und unterrichtspraktischen Prüfung.

## Laufbahn an öffentlichen Schulen
Nicht in allen Bundesländern gibt es ein Laufbahnrecht für diese Lehrergruppe.
Manche Länder fordern zunächst den erfolgreichen Abschluss einer weiteren Fachlehrerprüfung und einen darauf aufbauenden Vorbereitungsdienst. Unter bestimmten Voraussetzungen ist der Übergang ins Beamtenverhältnis möglich.
Alternativ finden sich zahlreiche Beschäftigungsmöglichkeiten an kaufmännischen Privatschulen, bei privaten Bildungsträgern, Volkshochschulen, Kammern und in Betrieben.